# Clan Murakami
Il  clan Murakami (信濃村上氏?, Shinano murakami-shi) è stato un clan giapponese che discendeva da Minamoto no Yorinobu (968-1048), il cui bis-bis nipote Tamekuni adottò il nome di Murakami. Sostennero i Minamoto nella guerra Genpei (1180-1185) e, più tardi, la Corte del Sud nel periodo Muromachi. 
Durante la prima metà del periodo Sengoku i Murakami erano un potente famiglia daimyō nella provincia di Shinano. Furono coinvolti in una lunga guerra con il clan Takeda che li cacciò dalle loro terre nel 1553. Si spostarono quindi nella provincia di Echigo con il clan Uesugi di cui rimasero servitori anche nel periodo Edo.